# Capillaria anatis
Capillaria anatis is een rondwormensoort uit de familie van de Trichuridae. De wetenschappelijke naam van de soort is voor het eerst geldig gepubliceerd in 1790 door Schrank.